# Ладіслав Легенштайн
Ладіслав Легенштайн (нім. Ladislav Legenstein; нар. 19 листопада 1926) — колишній австрійський тенісист.
Здобув 2 одиночні титули.
Найвищим досягненням на турнірах Великого шолома був півфінал в парному розряді.
Завершив кар'єру 1966 року.

## Фінали в одиночному розряді (2–3)
| Результат | Ранг | Дата | Турнір                        | Покриття | Суперник      | Рахунок       |
| --------- | ---- | ---- | ----------------------------- | -------- | ------------- | ------------- |
| Поразка   | 1.   | 1956 | Травемюнде, Західна Німеччина | NA       | Кен Роузволл  | 6–8, 6–3, 0–6 |
| Перемога  | 1.   | 1957 | Гілверсум, Нідерланди         | Ґрунт    | Фред Дегнерт  | 6–1, 6–1      |
| Поразка   | 2.   | 1959 | Гілверсум, Нідерланди         | Ґрунт    | Жак Брішан    | 2–6, 6–2, 2–6 |
| Поразка   | 3.   | 1959 | Кіцбюель, Австрія             | Ґрунт    | Бадж Петті    | 6–8, 1–6, 2–6 |
| Перемога  | 2.   | 1960 | Торонто, Канада               | Ґрунт    | Воррен Вудкок | 6–2, 6–2, 7–5 |